# Communauté de communes de la Beauce Oratorienne
Die  Communauté de communes de la Beauce Oratorienne ist ein ehemaliger französischer Gemeindeverband mit der Rechtsform einer Communauté de communes in den Départements Loir-et-Cher und Loiret der Region Centre-Val de Loire. Sie wurde am 24. Dezember 1999 gegründet und umfasste zuletzt sechs Gemeinden. Der Verwaltungssitz befand sich im Ort Ouzouer-le-Marché. Die Besonderheit war die Département-übergreifende Mitgliedschaft ihrer Gemeinden.

## Historische Entwicklung
Per 1. Januar 2016 bildeten die Gemeinden La Colombe, Membrolles, Ouzouer-le-Marché, Prénouvellon, Semerville, Tripleville und Verdes eine Commune nouvelle mit dem Namen Beauce la Romaine.
Mit Wirkung vom 1. Januar 2017 fusionierte der Gemeindeverband mit
- Communauté de communes du Canton de Beaugency,
- Communauté de communes du Val des Mauves sowie
- Communauté de communes du Val d’Ardoux

und bildete so die Nachfolgeorganisation Communauté de communes des Terres du Val de Loire.

## Ehemalige Mitgliedsgemeinden

### Département Loir-et-Cher
1. Beauce la Romaine (C/N)
2. Binas
3. Saint-Laurent-des-Bois
4. Villermain

### Département Loiret
1. Charsonville
2. Épieds-en-Beauce